# Hydrophiinae
Las serpientes de mar o serpientes marinas (Hydrophiinae) son una subfamilia de serpientes venenosas de la familia Elapidae. Habitan en ambientes marinos durante la mayoría o la totalidad de sus vidas. A pesar de que evolucionaron de antepasados terrestres, la mayoría están ampliamente adaptados a una vida totalmente acuática y son incluso incapaces de moverse en la tierra, excepto en las especies del género Laticauda, que conservan características ancestrales que permiten el movimiento en tierra aunque de forma limitada. Se encuentran en las aguas costeras cálidas del océano Índico y el Pacífico. Todas tienen una cola en forma de remo y en muchas se han comprimido lateralmente los órganos, lo que les da una apariencia similar a la anguila. A diferencia de los peces, no tienen branquias y tienen que subir a la superficie periódicamente para respirar, aunque pueden aguantar hasta 5 horas.En este grupo están las especies con algunos de los venenos más potentes de todas las serpientes.La mayoría de las serpientes marinas son venenosas, excepto el género Emydocephalus, que se alimenta casi exclusivamente de huevos de peces.
La evolución de las serpientes de mar ha tenido lugar desde sus contrapartes, las serpientes terrestres de Australia. La subfamilia incluye 62 especies distribuidas en 17 géneros.

## Descripción

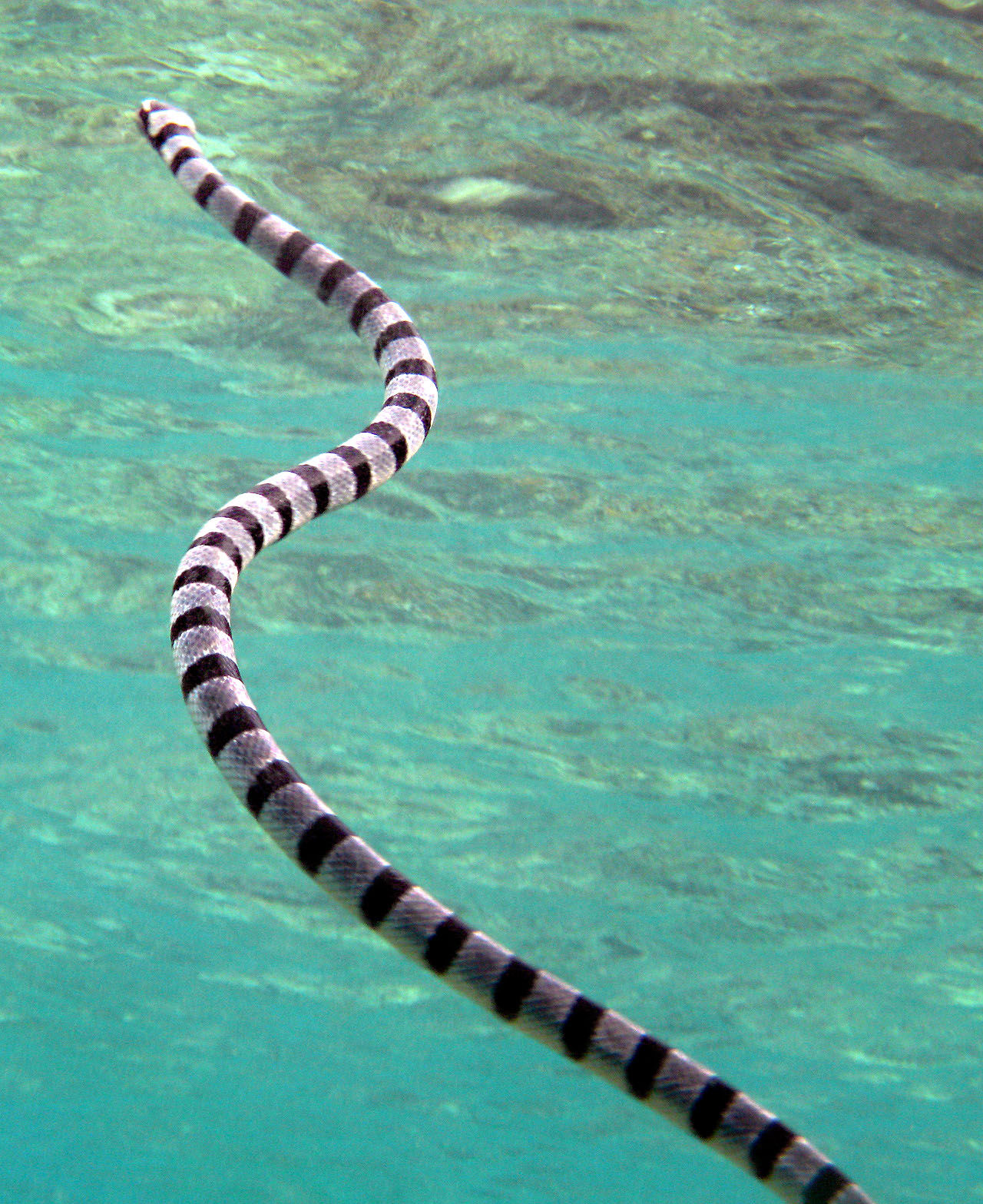
Laticauda colubrina.

Los adultos de la mayoría de las especies que crecen entre 120 y 150 cm de longitud, con los más grandes, Hydrophis spiralis, alcanzando un máximo de 3 m. Sus ojos son relativamente pequeños con una pupila redonda y la mayoría tienen ventanas de la nariz que se ubican en la región dorsal. Los cráneos no difieren significativamente de las especies de elápidos terrestres, a pesar de la dentición es relativamente primitiva, con colmillos cortos y (con la excepción de Emydocephalus) así como 18 pequeños dientes detrás del maxilar superior.
La mayoría de las serpientes de mar son completamente acuáticas y se han adaptado a su medio ambiente de muchas maneras; lo más característico es la cola aplanada lateralmente, con forma de paleta o remo, que ha aumentado su capacidad para nadar. En mayor o menor grado, los cuerpos de muchas especies están comprimidos lateralmente, especialmente en las especies pelágicas. Esto ha causado a menudo que las escamas ventrales estén reducidas en tamaño, lo que implica una significativa reducción en su capacidad de desplazarse en tierra y por tanto, que sean más vulnerables en ese medio.El único género que ha conservado las escamas ventrales agrandadas es el de los kraits de mar, Laticauda, con solo cinco especies. Estas serpientes se consideran más primitivas, ya que aún pasan gran parte de su tiempo en tierra, donde sus escamas ventrales les proporcionan el agarre necesario. Las especies de Laticauda son también las únicas serpientes marinas con escamas internas; es decir, sus fosas nasales no están situadas dorsalmente.
La escamación entre las serpientes de mar es muy variable. A diferencia de las especies de serpientes terrestres que tienen escamas imbricadas para proteger contra la abrasión, las escamas de la mayoría de las serpientes marinas pelágicas no se superponen. Las especies que habitan en zonas coralinas, tales como la Aypisurus, tienen escamas imbricadas para protegerse de la abrasión causada por el coral. Las escamas pueden ser lisas, aquilladas, con espinas o granulares; este último a menudo les da el aspecto de verrugas.El Pelamis tiene escamas corporales en forma de «clavija», mientras que las de la cola son placas hexagonales yuxtapuestas.
Dado que la lengua de una serpiente puede cumplir su función olfativa más fácilmente bajo el agua, su acción es corta en comparación con la de las especies de serpientes terrestres. Solo las puntas bifurcadas sobresalen de la boca a través de una muesca dividida en el centro de la escama rostral. Las fosas nasales tienen válvulas formadas por un tejido esponjoso especializado para excluir el agua, y la tráquea puede ascender hasta donde el corto conducto nasal se abre en el paladar. Se trata de una adaptación importante para un animal que debe salir a la superficie para respirar, pero que puede tener la cabeza parcialmente sumergida al hacerlo. El pulmón es muy grande y se extiende casi a lo largo de todo el cuerpo, aunque se cree que la parte trasera se ha desarrollado para ayudar a la flotabilidad más que para intercambiar gases. El pulmón extendido posiblemente también sirve para almacenar aire para las inmersiones.

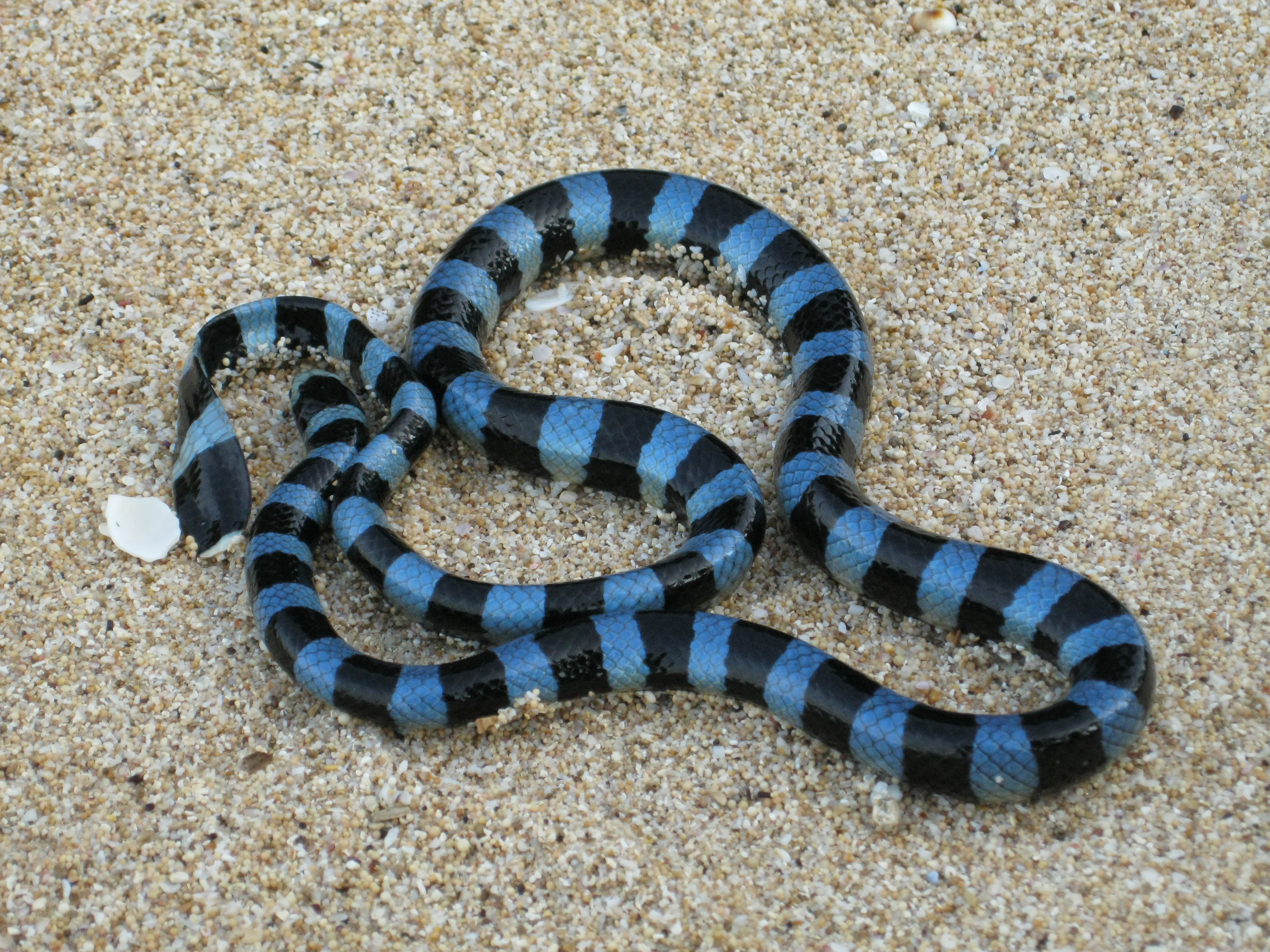
Krait de mar de labios azules, Laticauda laticaudata

La mayoría de las especies de serpientes marinas pueden respirar a través de la parte superior de la piel. Esto es inusual en los reptiles, porque su piel es gruesa y escamosa, pero los experimentos con la serpiente de mar negra y amarilla, Hydrophis platurus (una especie pelágica), han demostrado que esta especie puede satisfacer alrededor del 25 % de sus necesidades de oxígeno de esta manera, lo que le permite inmersiones prolongadas.
Al igual que otros animales terrestres que se han adaptado a la vida en un medio marino, las serpientes de mar ingieren considerablemente más sal que sus parientes terrestres a través de su dieta, cuando ingieren agua de mar inadvertidamente. Por ello, necesitan un medio más eficaz para regular la concentración de sal en la sangre. En las serpientes de mar, las glándulas sublinguales posteriores, situadas debajo y alrededor de la vaina lingual, les permiten expulsar la sal con la acción de la lengua.

## Capacidades sensoriales
La visión, la quimiorrecepción (chasquido de la lengua) y el oído son sentidos importantes para las serpientes terrestres, pero estos estímulos se distorsionan en el agua. La escasa visibilidad, la dilución química y la limitación de las vibraciones transmitidas por el suelo bajo el agua sugieren que las serpientes y los kraits de mar pueden tener capacidades sensoriales únicas para compensar la relativa falta de otras señales sensoriales.
Se sabe relativamente poco sobre la visión de las serpientes marinas. Un estudio de los fotorreceptores en la retina de las serpientes de mar de vientre espinoso, Lapemis curtus, y de cuernos, Acalyptophis peronii, descubrió tres clases de opsinas, todas procedentes de células cónicas. A pesar de la ausencia de células de bastones en los ojos de las serpientes de mar, Simeos et al. encontraron que la rodopsina (rh1), la opsina de los bastones, seguía expresándose, lo que sugiere que en las serpientes de mar algunos conos pueden ser bastones transmutados. Las observaciones del comportamiento indican que la visión tiene un papel limitado en la captura de presas y la selección de pareja, pero las vibraciones sonoras y la quimiorrecepción pueden ser importantes.Un estudio identificó pequeños órganos sensoriales en la cabeza del Lapemis curtussimilares a los mecanorreceptores de los lagartos y la serpiente marina Acrochodus que se utilizan para percibir el movimiento de las presas de los peces. Westhoff et al. registraron respuestas cerebrales auditivas a vibraciones bajo el agua en Lapemis curtus, que son lo bastante sensibles para detectar el movimiento de las presas, pero no tanto como los sistemas de líneas laterales de los peces. Del mismo modo, la visión parece tener una importancia limitada para encontrar pareja. Shine experimentó con la aplicación de secreciones cutáneas (feromonas) a objetos similares a serpientes para comprobar si los machos de la serpiente de mar cabeza de tortuga, Emydocephalus annulatus, se sienten atraídos por las feromonas femeninas. Shine descubrió que, aunque la visión puede ser útil en distancias cortas (menos de 1 m [3 pies]), las feromonas son más importantes una vez que el macho entra en contacto físico con un objeto.
Se ha descubierto que la serpiente marina olivácea, Aipysurus laevis, tiene fotorreceptores en la piel de la cola, lo que le permite detectar la luz y, presumiblemente, garantizar que se oculta por completo, incluida la cola, dentro de los agujeros de los corales durante el día. Aunque no se han hecho pruebas con otras especies, A. laevis posiblemente no sea única entre las serpientes marinas en este sentido.
Se han propuesto otros sentidos únicos, como la recepción electromagnética y la detección de la presión, pero aún no se han realizado estudios científicos para probarlos.

## Distribución y hábitat
Las serpientes de mar están confinadas principalmente a las cálidas aguas tropicales del océano Índico y el océano Pacífico occidental, con algunas especies que se encuentran en Oceanía. El área de distribución geográfica de una especie, Pelamis platurus, es más amplia que la de cualquier otra especie de reptil, excepto algunas especies de tortugas marinas.Se extiende desde la costa oriental de África, desde Yibuti en el norte hasta Ciudad del Cabo en el sur, a través del océano Índico, el Pacífico, hacia el sur hasta la costa septentrional de Nueva Zelanda hasta la costa occidental de América, donde se encuentra desde el norte de Perú en el sur (incluidas las islas Galápagos) hasta el golfo de California en el norte. En Estados Unidos se han encontrado ejemplares aislados tan al norte como San Diego y Oxnard.
Las serpientes marinas no se dan en el océano Atlántico. La Pelamis posiblemente se encontraría allí si no fuera por las corrientes frías frente a Namibia y el oeste de Sudáfrica, que le impiden cruzar al este del Atlántico Sur, o al sur de los 5° de latitud S a lo largo de la costa oeste sudamericana. Las serpientes de mar no se dan en el Mar Rojo, lo que se cree que se debe a su mayor salinidad, por lo que no existe peligro de que crucen a través del Canal de Suez. También se cree que la falta de salinidad es la razón por la que las Pelamis no han cruzado al Caribe a través del Canal de Panamá.
A pesar de sus adaptaciones marinas, la mayoría de las serpientes de mar prefieren aguas poco profundas cerca de tierra, alrededor de islas y, sobre todo, aguas algo resguardadas, así como cerca de estuarios. Pueden nadar río arriba y se han registrado casos a 160 km del mar. Otras, como P. platurus, son pelágicas y se encuentran en líneas de deriva, manchas de desechos flotantes reunidos por las corrientes superficiales. Algunas serpientes marinas habitan en manglares y hábitats similares de agua salobre, y existen dos formas de agua dulce sin salida al mar: Hydrophis semperi en el lago Taal (Filipinas) y Laticauda crockeri en el lago Tegano de la isla Rennell (Islas Salomón).

## Comportamiento
En general, las serpientes de mar son reacias a mordery suelen considerarse de temperamento suave, aunque se observan variaciones entre especies e individuos. Algunas especies, como P. platurus, que se alimentan simplemente engullendo a sus presas, son más propensas a morder cuando se las provoca porque parecen utilizar su veneno más para defenderse. Otras, como Laticauda spp., utilizan su veneno para inmovilizar a sus presas. Las serpientes marinas son a menudo manipuladas sin preocupación por los pescadores locales, que las desenredan y las devuelven al agua con las manos desnudas, normalmente sin ser mordidos, cuando las serpientes se enredan con frecuencia en las redes de pesca.Las especies más agresivas son Aipysurus laevis, Astrotia stokesii, Enhydrina schistosa, Enhydrina zweifeli e Hydrophis ornatus.

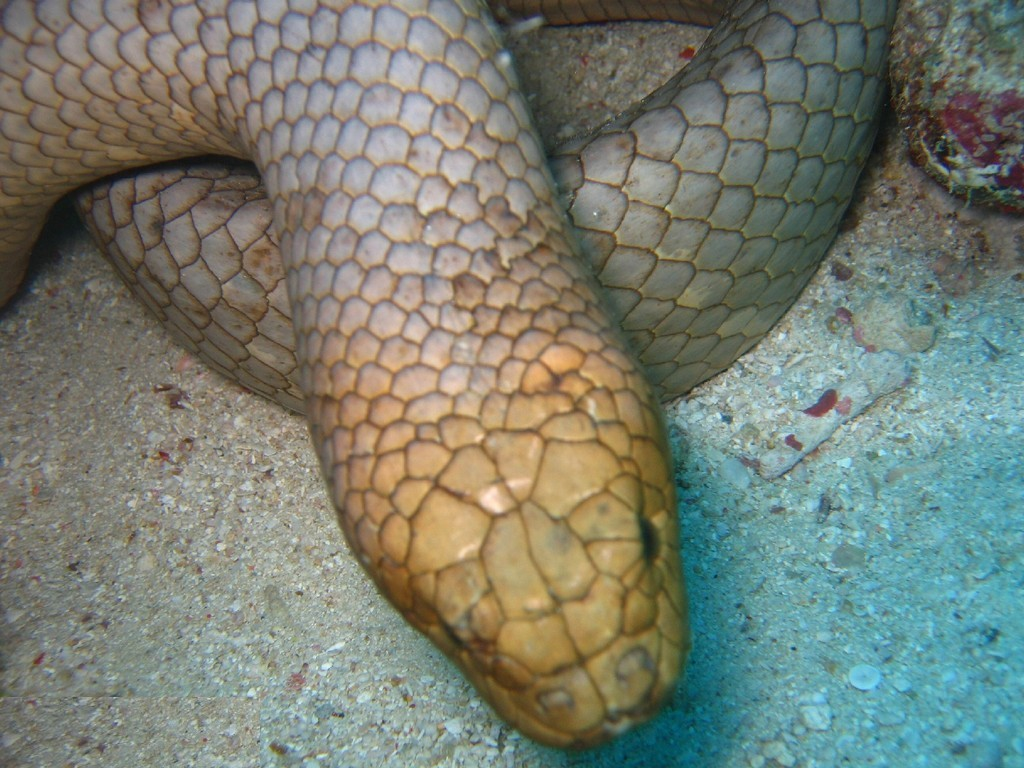
Serpiente marina olivácea, Aipysurus laevis

En tierra, sus movimientos se vuelven muy erráticos. Se arrastran torpemente en estas situaciones y pueden volverse muy agresivas, golpeando salvajemente cualquier cosa que se mueva, aunque son incapaces de enrollarse y golpear a la manera de las serpientes terrestres.
Las serpientes de mar parecen estar activas tanto de día como de noche. Por la mañana, y a veces a última hora de la tarde, se las puede ver en la superficie tomando el sol, y se zambullen cuando se las molesta. Se ha observado que nadan a profundidades superiores a 90 m y pueden permanecer sumergidas varias horas, posiblemente dependiendo de la temperatura y el grado de actividad.
Se han observado grandes cantidades de serpientes marinas. Por ejemplo, en 1932, un barco de vapor en el estrecho de Malaca, frente a la costa de Malasia, informó del hallazgo de «millones» de Astrotia stokesii, un pariente de Pelamis; al parecer, formaban una línea de serpientes de 3 m de ancho y 100 km de largo. Se desconoce la causa de este fenómeno, aunque probablemente tenga que ver con la reproducción. A veces se las puede ver nadando en bancos de varios cientos, y se han encontrado muchos ejemplares muertos en las playas después de los tifones.

## Alimentación
La mayoría de especies de serpiente de mar se alimentan de peces, especialmente de anguilas. Tras ser mordidas, las presas mueren en poco tiempo. Una especie prefiere los moluscos y crustáceos, como las gambas, mientras que algunos otros se alimentan solo de los huevos de peces, lo cual es inusual para una serpiente venenosa. Stidworthy (1974) afirma que las serpientes de mar a veces se usan como cebo de una línea de pesca.
Las serpientes de mar son cazadas por sus órganos, la carne y la piel, pero no están incluidas en la lista de especies en peligro de extinción. Las serpientes de mar son atraídas por la luz y por lo tanto, fácilmente cazadas por los seres humanos. Incluso están considerados un manjar en el Oriente.

## Reproducción
A excepción de las especies del género Laticauda, las serpientes de mar son ovovivíparos, los jóvenes nacen vivos en el agua en grupos entre 2 a 9 en promedio, aunque hay raras excepciones de más de 30. En algunas especies, los jóvenes son bastante grandes. En el género Laticauda sus especies son ovíparas, poniendo entre 1 y 10 huevos en la tierra, ya sea en cuevas o en grietas rocosas.  
Se desconoce su expectativa de vida en estado salvaje, pero en cautiverio han vivido hasta 7 años.

## Veneno
Al igual que sus parientes de la familia Elapidae, la mayoría de las serpientes de mar son muy venenosas. Rara vez inyectan su veneno al morder, por lo que las mordeduras venenosas a humanos son poco frecuentes.Por ejemplo, la Hydrophis platurus tiene un veneno más potente que cualquier especie de serpiente terrestre en Costa Rica según la DL50, pero a pesar de su abundancia en las aguas de su costa occidental, se han registrado pocas muertes humanas. Según los informes, la muerte de un pescador de arrastre en aguas australianas durante 2018 fue la primera víctima mortal de serpientes marinas en la región desde la muerte de un buzo de perlas en 1935.
Las mordeduras en las que se produce envenenamiento suelen ser indoloras y es posible que ni siquiera se note el contacto. Los dientes pueden permanecer en la herida. Por lo general, la inflamación es escasa o nula, y rara vez se ven afectados los ganglios linfáticos cercanos. Los síntomas más comunes son la rabdomiólisis (rápida descomposición del tejido muscular esquelético) y la parálisis. Los primeros síntomas son dolor de cabeza, sensación de lengua gruesa, sed, sudoración y vómitos. El veneno es de acción muy lenta y los síntomas que aparecen desde 30 minutos hasta varias horas después de la picadura incluyen dolor generalizado, rigidez y sensibilidad en los músculos de todo el cuerpo. El estiramiento pasivo de los músculos también es doloroso, y es frecuente el trismo, que es similar al tétanos. Más adelante aparecen síntomas típicos de otras envenenaciones por elapidos, una parálisis flácida progresiva, que comienza con ptosis y parálisis de los músculos voluntarios. La parálisis de los músculos que intervienen en la deglución y la respiración puede ser mortal.
Vick et al (1975) estimaron que la DL50 de tres venenos de serpiente marina (H. platurus, L. semifasciata y L. laticaudata) para un ser humano de 70 kg oscila entre 7,7 y 21 mg. Los datos del único veneno de serpiente marina realizado en monos en aquel momento sugerían que los primates eran ligeramente más resistentes a los efectos del veneno en una base dosis-respuesta que los ratones. Ishikawa et al (1985) indicaron una afinidad de unión sustancialmente menor entre la neurotoxina de la serpiente de mar y los AChR de humanos y chimpancés en comparación con la de otros animales. En humanos, las dianas del veneno parecen ser principalmente las paredes celulares de los músculos voluntarios (esqueléticos) y las porciones tubulares distales del riñón, incluyendo el asa de Henle, el segundo túbulo contorneado y los túbulos colectores. Sitprija et al (1973) encontraron evidencias de necrosis tubular en todas las porciones de los túbulos renales en dos pacientes gravemente envenenados por serpientes marinas. Por lo tanto, los venenos de serpiente de mar en humanos son más a menudo miotóxicos y/o nefrotóxicos que neurotóxicos. El contenido de neurotoxinas del veneno causa somnolencia, parálisis respiratoria o visión borrosa.
La especie más venenosa es Enhydrina schistosa, más conocida como serpiente marina de nariz de gancho. Se requiere una cantidad de 0,02 mg de su veneno por kilo para acabar con su presa, a diferencia de las serpientes terrestres más mortíferas que necesitan entre 0,03 y 0,04 mg para tener el mismo efecto.

## Taxonomía
Al principio, las serpientes de mar se consideraban una familia unificada y separada, la Hydrophiidae, que más tarde pasó a comprender dos subfamilias: la Hydrophiinae, o serpientes de mar verdaderas/acuáticas (actualmente 6 géneros con 64 especies), y la más primitiva Laticaudinae, o kraits de mar (un género, Laticauda, con ocho especies). Con el tiempo, a medida que se hizo evidente el estrecho parentesco de las serpientes de mar con los elápidos, la situación taxonómica se volvió menos definida. Algunos taxónomos respondieron trasladando las serpientes de mar a los elápidos. En la actualidad, la mayoría de los taxónomos sitúan a las serpientes de mar en las subfamilias Hydrophiinae y Laticaudinae, aunque esta última puede omitirse si Laticauda se incluye en Hydrophiinae. A diferencia de la Hydrophiinae tradicional, la Hydrophiinae actual también incluye a los elápidos terrestres de Australasia. 
Se reconocen los siguientes géneros:
| Género                   | Autoridad              | Especies | Subesp.* | Nombre común                              | Localización |
| ------------------------ | ---------------------- | -------- | -------- | ----------------------------------------- | --- |
| Acalyptophis = Hydrophis | Boulenger, 1869        | 1        | 0        |                                           | Golfo de Tailandia, mar de la China Meridional, costa de Guangdong y estrecho de Taiwán, Indonesia, Filipinas, Nueva Guinea, Nueva Caledonia, Australia (Territorio del Norte, Queensland, Australia Occidental)                           |
| Aipysurus                | Lacépède, 1804         | 9        | 1        | Serpiente marina olivácea                 | Mar de Timor, mar de la China Meridional, golfo de Tailandia, costa de Australia (Territorio del Norte, Queensland, Australia Occidental), Nueva Caledonia, islas de la Lealtad, sur de Nueva Guinea, Indonesia, oeste de Malasia, Vietnam |
| Astrotia = Hydrophis     | Fischer, 1855          | 1        | 0        |                                           | Áreas costeras desde el oeste de India y Sri Lanka a través del golfo de Tailandia hasta el Mar de China, oeste de Malasia, Indonesia, este de Nueva Guinea, norte y este de las costas de Australia, Filipinas                            |
| Emydocephalus            | Krefft, 1869           | 3        | 0        | Serpientes marinas cabeza de tortuga      | Las costas de Timor (mar de Indonesia), Nueva Caledonia, Australia (Territorio del Norte, Queensland, Australia Occidental), y en el mar del Sudeste Asiático a lo largo de las costas de China, Taiwán, Japón y las islas Ryukyu          |
| Enhydrina = Hydrophis    | Gray, 1849             | 2        | 0        | Serpientes marinas con pico               | |
| Ephalophis               | M.A. Smith, 1931       | 1        | 0        | Serpiente marina de Gray                  | Noroeste de Australia |
| Hydrelaps                | Boulenger, 1896        | 1        | 0        | Serpiente marina de Port Darwin           | Norte de Australia, sur de Nueva Guinea |
| Hydrophis                | Latreille, 1801        | 49       | 3        | Serpientes marinas asiáticas              | Aguas indoaustralianas y del sudeste asiático |
| Kerilia = Hydrophis      | Gray, 1849             | 1        | 1        | Serpiente marina de Jerdon                | |
| Kolpophis                | M.A. Smith, 1926       | 1        | 0        | Serpiente marina de cabeza grande         | |
| Lapemis = Hydrophis      | Gray, 1835             | 2        | 0        | Serpientes marinas de Shaw                | |
| Laticauda                | Laurenti, 1768         | 8        | 0        | Kraits de mar                             | Aguas del sudeste asiático e indoaustralianas |
| Parahydrophis            | Burger & Natsuno, 1974 | 1        | 0        | Serpiente marina de manglar septentrional | Norte de Australia, sur de Nueva Guinea |
| Parapistocalamus         | Roux, 1934             | 1        | 0        | Serpiente de Hediger                      | |
| Pelamis = Hydrophis      | Daudin, 1803           | 1        | 0        | Serpiente marina amarilla                 | |
| Thalassophis             | P. Schmidt, 1852       | 1        | 0        | Serpiente marina anómala                  | |

### Rodovi
- Acanthophis Daudin, 1803

- Aipysurus Lacépède, 1804

- Antaioserpens Wells and Wellington, 1985

- Aspidomorphus Fitzinger, 1843

- Austrelaps Worrell, 1963

- Brachyurophis Günther, 1863

- Cacophis Günther, 1863

- Cryptophis Worrell, 1961

- Demansia Günther, 1858

- Denisonia Krefft, 1869

- Drysdalia Worrell, 1961

- Echiopsis Fitzinger, 1843

- Elapognathus Boulenger, 1896

- Emydocephalus Krefft, 1869

- Ephalophis M. A. Smith, 1931

- Furina A. M. C. Duméril, 1853

- Hemiaspis Fitzinger, 1861

- Hoplocephalus Wagler, 1830

- Hydrelaps Boulenger, 1896

- Hydrophis Latreille in Sonnini and Latreille, 1801

- Kolpophis M. A. Smith, 1926

- Loveridgelaps McDowell, 1970

- Micropechis Boulenger, 1896

- Neelaps Günther, 1863

- Notechis Boulenger, 1896

- Ogmodon W. C. H. Peters, 1864

- Oxyuranus Kinghorn, 1923

- Parahydrophis Burger and Natsuno, 1974

- Parapistocalamus Roux, 1934

- Parasuta Worrell, 1961

- Paroplocephalus Keogh, Scott and Scanlon, 2000

- Pseudechis Wagler, 1830

- Pseudonaja Günther, 1858

- Rhinoplocephalus F. Müller, 1885

- Salomonelaps McDowell, 1970

- Simoselaps Jan, 1859

- Suta Worrell, 1961

- Thalassophis P. Schmidt, 1852

- Toxicocalamus Boulenger, 1896

- Tropidechis Günther, 1863

- Vermicella Gray in Günther, 1858

### Vrste
- Acanthophis antarcticus (Shaw and Nodder, 1802)

- Acanthophis cryptamydros Maddodk, Ellis, Doughty, A. Smith and Wüster, 2015

- Acanthophis hawkei Wells and Wellington, 1985

- Acanthophis laevis Macleay, 1878

- Acanthophis praelongus Ramsay, 1877

- Acanthophis pyrrhus Boulenger, 1898

- Acanthophis rugosus Loveridge, 1948

- Acanthophis wellsi Hoser, 1998

- Aipysurus apraefrontalis M. A. Smith, 1926

- Aipysurus duboisii Bavay, 1869

- Aipysurus eydouxii (Gray, 1849)

- Aipysurus foliosquama M. A. Smith, 1926

- Aipysurus fuscus (Tschudi, 1837)

- Aipysurus laevis Lacépède, 1804

- Aipysurus mosaicus Sanders, Rasmussen, Elmburg, Mumpuni, Guinea, Blias, Lee and Fry, 2012

- Aipysurus pooleorum L. A. Smith, 1974

- Aipysurus tenuis Lönnberg and Andersson, 1913

- Antaioserpens albiceps (Boulenger, 1898)

- Antaioserpens warro (De Vis, 1884)

- Aspidomorphus lineaticollis (Werner, 1903)

- Aspidomorphus muelleri (Schlegel, 1837)

- Aspidomorphus schlegelii (Günther, 1872)

- Austrelaps labialis (Jan, 1859)

- Austrelaps ramsayi (Krefft, 1864)

- Austrelaps superbus (Günther, 1858)

- Brachyurophis approximans (Glauert, 1954)

- Brachyurophis australis (Krefft, 1864)

- Brachyurophis campbelli (Kinghorn, 1929)

- Brachyurophis fasciolatus (Günther, 1872)

- Brachyurophis incinctus (Storr, 1968)

- Brachyurophis morrisi (Horner, 1998)

- Brachyurophis roperi (Kinghorn, 1931)

- Brachyurophis semifasciatus Günther, 1863

- Cacophis churchilli Wells and Wellington, 1985

- Cacophis harriettae Krefft, 1869

- Cacophis krefftii Günther, 1863

- Cacophis squamulosus (A. M. C. Duméril, Bibron and A. H. A. Duméril, 1854)

- Cryptophis boschmai (Brongersma and Knaap-van Meeuwen, 1964)

- Cryptophis incredibilis (Wells and Wellington, 1985)

- Cryptophis nigrescens (Günther, 1862)

- Cryptophis nigrostriatus (Krefft, 1864)

- Cryptophis pallidiceps (Günther, 1858)

- Demansia angusticeps (Macleay, 1888)

- Demansia calodera Storr, 1978

- Demansia flagellatio Wells and Wellington, 1985

- Demansia olivacea (Gray, 1842)

- Demansia papuensis (Macleay, 1877)

- Demansia psammophis (Schlegel, 1837)

- Demansia quaesitor Shea in Shea and Scanlon, 2007

- Demansia reticulata (Gray, 1842)

- Demansia rimicola Scanlon in Shea and Scanlon, 2007

- Demansia rufescens Storr, 1978

- Demansia shinei Shea in Shea and Scanlon, 2007

- Demansia simplex Storr, 1978

- Demansia torquata (Günther, 1862)

- Demansia vestigiata (De Vis, 1884)

- Denisonia devisi Waite and Longman, 1920

- Denisonia maculata (Steindachner, 1867)

- Drysdalia coronoides (Günther, 1858)

- Drysdalia mastersii (Krefft, 1866)

- Drysdalia rhodogaster (Jan in Jan and Sordelli, 1873)

- Echiopsis curta (Schlegel, 1837)

- Elapognathus coronatus (Schlegel, 1837)

- Elapognathus minor (Günther, 1863)

- Emydocephalus annulatus Krefft, 1869

- Emydocephalus ijimae Stejneger, 1898

- Emydocephalus szczerbaki Dotsenko, 2011

- Ephalophis greyae M. A. Smith, 1931

- Furina barnardi (Kinghorn, 1939)

- Furina diadema (Schlegel, 1837)

- Furina dunmalli (Worrell, 1955)

- Furina ornata (Gray, 1842)

- Furina tristis (Günther, 1858)

- Hemiaspis damelii (Günther, 1876)

- Hemiaspis signata (Jan, 1859)

- Hoplocephalus bitorquatus (Jan, 1859)

- Hoplocephalus bungaroides (Schlegel, 1837)

- Hoplocephalus stephensii Krefft, 1869

- Hydrelaps darwiniensis Boulenger, 1896

- Hydrophis atriceps Günther, 1864

- Hydrophis belcheri (Gray, 1849)

- Hydrophis bituberculatus W. C. H. Peters, 1873

- Hydrophis brookii Günther, 1872

- Hydrophis caerulescens (Shaw, 1802)

- Hydrophis cantoris Günther, 1864

- Hydrophis coggeri (Kharin, 1984)

- Hydrophis curtus (Shaw, 1802)

- Hydrophis cyanocinctus Daudin, 1803

- Hydrophis czeblukovi (Kharin, 1984)

- Hydrophis donaldi Ukuwela, Sanders and Fry, 2012

- Hydrophis elegans (Gray, 1842)

- Hydrophis fasciatus (Schneider, 1799)

- Hydrophis gracilis (Shaw, 1802)

- Hydrophis hardwickii (Gray, 1835)

- Hydrophis hendersoni (Boulenger, 1903)

- Hydrophis inornatus (Gray, 1849)

- Hydrophis jerdonii (Gray, 1849)

- Hydrophis kingii Boulenger, 1896

- Hydrophis klossi Boulenger, 1912

- Hydrophis laboutei Rasmussen and Ineich, 2000

- Hydrophis lamberti M. A. Smith, 1917

- Hydrophis lapemoides (Gray, 1849)

- Hydrophis macdowelli Kharin, 1983

- Hydrophis major (Shaw, 1802)

- Hydrophis mamillaris (Daudin, 1803)

- Hydrophis melanocephalus Gray, 1849

- Hydrophis melanosoma Günther, 1864

- Hydrophis nigrocinctus Daudin, 1803

- Hydrophis obscurus Daudin, 1803

- Hydrophis ocellatus Gray, 1849

- Hydrophis ornatus (Gray, 1842)

- Hydrophis pachycercos Fischer, 1855

- Hydrophis pacificus Boulenger, 1896

- Hydrophis parviceps M. A. Smith, 1935

- Hydrophis peronii (A. M. C. Duméril, 1853)

- Hydrophis platurus (Linnaeus, 1766)

- Hydrophis schistosus Daudin, 1803

- Hydrophis semperi Garman, 1881

- Hydrophis sibauensis Rasmussen, Auliya and Böhme, 2001

- Hydrophis spiralis (Shaw, 1802)

- Hydrophis stokesii (Gray, 1846)

- Hydrophis stricticollis Günther, 1864

- Hydrophis torquatus Günther, 1864

- Hydrophis viperinus (P. Schmidt, 1852)

- Hydrophis vorisi Kharin, 1984

- Hydrophis zweifeli (Kharin, 1985)

- Kolpophis annandalei (Laidlaw, 1901)

- Loveridgelaps elapoides (Boulenger, 1890)

- Micropechis ikaheca (Lesson in Duperrey, 1829)

- Neelaps calonotus (A. M. C. Duméril, Bibron and A. H. A. Duméril, 1854)

- Notechis scutatus (W. C. H. Peters, 1861)

- Ogmodon vitianus W. C. H. Peters, 1864

- Oxyuranus microlepidotus (McCoy, 1879)

- Oxyuranus scutellatus (W. C. H. Peters, 1867)

- Oxyuranus temporalis Doughty, Maryan, Donnellan and Hutchinson, 2007

- Parahydrophis mertoni (Roux, 1910)

- Parapistocalamus hedigeri Roux, 1934

- Parasuta dwyeri (Worrell, 1956)

- Parasuta flagellum (McCoy, 1878)

- Parasuta gouldii (Gray, 1841)

- Parasuta monachus (Storr, 1964)

- Parasuta nigriceps (Günther, 1863)

- Parasuta spectabilis (Krefft, 1869)

- Paroplocephalus atriceps (Storr, 1980)

- Pseudechis australis (Gray, 1842)

- Pseudechis butleri L. A. Smith, 1982

- Pseudechis colletti Boulenger, 1902

- Pseudechis guttatus De Vis, 1905

- Pseudechis pailsei (Hoser, 1998)

- Pseudechis papuanus W. C. H. Peters and Doria, 1878

- Pseudechis porphyriacus (Shaw, 1794)

- Pseudechis rossignolii (Hoser, 2000)

- Pseudechis weigeli (Wells and Wellington, 1987)

- Pseudonaja affinis Günther, 1872

- Pseudonaja aspidorhyncha (McCoy, 1879)

- Pseudonaja guttata (Parker, 1926)

- Pseudonaja inframacula (Waite, 1925)

- Pseudonaja ingrami (Boulenger, 1908)

- Pseudonaja mengdeni Wells and Wellington, 1985

- Pseudonaja modesta (Günther, 1872)

- Pseudonaja nuchalis Günther, 1858

- Pseudonaja textilis (A. M. C. Duméril, Bibron and A. H. A. Duméril, 1854)

- Rhinoplocephalus bicolor F. Müller, 1885

- Salomonelaps par (Boulenger, 1884)

- Simoselaps anomalus (Sternfeld, 1919)

- Simoselaps bertholdi (Jan, 1859)

- Simoselaps bimaculatus (A. M. C. Duméril, Bibron and A. H. A. Duméril, 1854)

- Simoselaps littoralis (Storr, 1968)

- Simoselaps minimus (Worrell, 1960)

- Suta fasciata (Rosén, 1905)

- Suta ordensis (Storr, 1984)

- Suta punctata (Boulenger, 1896)

- Suta suta (W. C. H. Peters, 1863)

- Thalassophis anomalus P. Schmidt, 1852

- Toxicocalamus buergersi (Sternfeld, 1913)

- Toxicocalamus ernstmayri O'Shea, Parker and Kaiser, 2015

- Toxicocalamus grandis (Boulenger, 1914)

- Toxicocalamus holopelturus McDowell, 1969

- Toxicocalamus longissimus Boulenger, 1896

- Toxicocalamus loriae (Boulenger, 1898)

- Toxicocalamus mintoni Kraus, 2009

- Toxicocalamus misimae McDowell, 1969

- Toxicocalamus pachysomus Kraus, 2009

- Toxicocalamus preussi (Sternfeld, 1913)

- Toxicocalamus spilolepidotus McDowell, 1969

- Toxicocalamus stanleyanus Boulenger, 1903

- Tropidechis carinatus (Krefft, 1863)

- Vermicella annulata (Gray in Gray, 1841)

- Vermicella intermedia Keogh and S. A. Smith, 1996

- Vermicella multifasciata (Longman, 1915)

- Vermicella snelli Storr, 1968

- Vermicella vermiformis Keogh and S. A. Smith, 1996

### Podvrste
- Acanthophis antarcticus antarcticus (Shaw and Nodder, 1802)

- Acanthophis antarcticus schistos Wells and Wellington, 1985

- Acanthophis wellsi donnellani Hoser, 2002

- Acanthophis wellsi wellsi Hoser, 1998

- Aspidomorphus muelleri interruptus Brongersma, 1934

- Aspidomorphus muelleri lineatus Brongersma, 1934

- Aspidomorphus muelleri muelleri (Schlegel, 1837)

- Brachyurophis fasciolatus fasciatus (Stirling and Zietz, 1893)

- Brachyurophis fasciolatus fasciolatus (Günther, 1872)

- Brachyurophis semifasciatus semifasciatus Günther, 1863

- Brachyurophis semifasciatus woodjonesii (Thomson, 1934)

- Demansia papuensis melaena Storr, 1978

- Demansia papuensis papuensis (Macleay, 1877)

- Demansia psammophis cupreiceps Storr, 1978

- Demansia psammophis psammophis (Schlegel, 1837)

- Hydrophis caerulescens caerulescens (Shaw, 1802)

- Hydrophis caerulescens hybridus Schlegel, 1844

- Hydrophis jerdonii jerdonii (Gray, 1849)

- Hydrophis jerdonii siamensis (M. A. Smith, 1926)

- Hydrophis ornatus godeffroyi W. C. H. Peters, 1873

- Hydrophis ornatus maresinensis Mittleman, 1947

- Hydrophis ornatus ornatus (Gray, 1842)

- Hydrophis torquatus aagaardi M. A. Smith, 1920

- Hydrophis torquatus diadema Günther, 1864

- Hydrophis torquatus torquatus Günther, 1864

- Micropechis ikaheca fasciatus (Fischer, 1884)

- Micropechis ikaheca ikaheca (Lesson in Duperrey, 1829)

- Notechis scutatus occidentalis Glauert, 1948

- Notechis scutatus scutatus (W. C. H. Peters, 1861)

- Oxyuranus scutellatus canni Slater, 1956

- Oxyuranus scutellatus scutellatus (W. C. H. Peters, 1867)

- Parasuta spectabilis bushi (Storr, 1988)

- Parasuta spectabilis nullarbor (Storr, 1981)

- Parasuta spectabilis spectabilis (Krefft, 1869)

- Pseudonaja affinis affinis Günther, 1872

- Pseudonaja affinis exilis Storr, 1989

- Pseudonaja affinis tanneri Worrell, 1961

- Pseudonaja textilis pughi Hoser, 2003

- Pseudonaja textilis textilis (A. M. C. Duméril, Bibron and A. H. A. Duméril, 1854)

- Toxicocalamus preussi angusticinctus (Bogert and Matalas, 1945)

- Toxicocalamus preussi preussi (Sternfeld, 1913)

### Estudios moleculares
Los estudios de datos moleculares sugieren que los tres géneros semiacuáticos monotípicos (Ephalophis, Parahydrophis e Hydrelaps) son linajes divergentes tempranos.

## Cautividad
En el mejor de los casos, las serpientes de mar son cautivas difíciles. Ditmars (1933) las describió como cautivas nerviosas y delicadas que normalmente se niegan a comer y prefieren esconderse en el rincón más oscuro del acuario. Más de 50 años después, Mehrtens escribió en 1987 que, aunque rara vez se exhibían en parques zoológicos occidentales, algunas especies se exhibían regularmente en acuarios japoneses. El suministro de alimentos disponible limita el número de especies que pueden mantenerse en cautividad, ya que algunas tienen dietas demasiado especializadas. Además, algunas especies parecen intolerantes a la manipulación, o incluso a ser sacadas del agua. En cuanto a sus requisitos en cautividad, las especies de Laticauda necesitan poder salir del agua en algún lugar a unos 29 °C (84 °F), junto con un refugio sumergido. Entre las especies a las que les ha ido relativamente bien en cautividad se encuentra la serpiente de mar anillada, Hydrophis cyanocinctus, que se alimenta de peces y anguilas en particular. La Pelamis platurus se ha criado especialmente bien en cautividad, aceptando peces pequeños, incluidos los peces dorados. Si se las aloja en tanques redondos, o rectangulares con esquinas bien redondeadas, se evita que las serpientes se dañen el hocico en los laterales.

## Estado de conservación
La mayoría de las serpientes de mar no figuran en las listas de protección de CITES. Solo una especie, Laticauda crockeri, está clasificada como vulnerable. Algunas especies de Aipysurus figuran en la lista con un estado de conservación muy preocupante, estas son: la especie de Timor A. fuscus se sabe que está en peligro, y otras dos que se encuentran en los mares del norte de Australia. La A. foliosquama de escamas de hoja y la A. apraefrontalis de nariz corta, están clasificadas como en peligro crítico según la Lista Roja de Especies Amenazadas de la UICN.